# Cyprien Iov
Cyprien Iov, även känd som Monsieur Dream och Cyprien, är en fransktalande Youtubepersonlighet, komiker och bloggare från Nice i Frankrike. Han började sin karriär med sin Youtubekanal Cyprien, skapad 26 februari 2007. Han gör även samarbeten med en annan kanal, Squeezie.